# Parantica
Parantica es un género de lepidópteros de la familia Nymphalidae. Es originario del Viejo Mundo.

## Especies[1][2]
- Parantica aglea (Stoll, 1782) -- Glassy (Blue) Tiger
- Parantica agleoides (C. & R. Felder, 1860) -- Dark Glassy Tiger
- Parantica albata (Zinken, 1831) -- Zinken's Tiger
- Parantica aspasia (Fabricius, 1787) -- Yellow Glassy Tiger
- Parantica cleona (Stoll, 1782)
- Parantica clinias (Grose-Smith, 1890) -- New Ireland Yellow Tiger
- Parantica crowleyi (Jenner Weir, 1894) -- Chestnut Tiger
- Parantica dabrerai (Miller & Miller, 1978) -- D'Abrera's Tiger
- Parantica dannatti (Talbot, 1936) -- Dannatt's Tiger
- Parantica davidi (Schröder, 1976) -- David's Tiger
- Parantica fuscela (Parsons, 1989)
- Parantica garamantis (Godman & Salvin, 1888) -- Angled Tiger
- Parantica hypowattan (Morishita, 1981) -- Morishita's Tiger
- Parantica kirbyi (Grose-Smith, 1894) -- Kirby's Tiger
- Parantica kuekenthali (Pagenstecher, 1896) -- Kuekenthal's Yellow Tiger
- Parantica luzonensis (C. & R. Felder, 1863)
- Parantica marcia (Joicey & Talbot, 1916) -- Biak Tiger
- Parantica menadensis (Moore, 1883) -- Manado Tiger
- Parantica melaneus (Cramer, 1775) -- Chocolate Tiger
- Parantica melusine (Grose-Smith, 1894)
- Parantica milagros (Schröder & Treadaway, 1880) -- Milagros' Tiger
- Parantica nilgiriensis (Moore, 1877) -- Nilgiri Tiger
- Parantica pedonga (Fujioka, 1970)
- Parantica philo (Grose-Smith, 1895) -- Sumbawa Tiger
- Parantica phyle (C. & R. Felder, 1863) -- Felder's Tiger
- Parantica pseudomelaneus (Moore, 1883) -- Javan Tiger
- Parantica pumila (Boisduval, 1859) -- Least tiger
- Parantica rotundata (Grose-Smith, 1890) -- Fat Tiger
- Parantica schenkii (Koch, 1865)
- Parantica schoenigi (Jumalon, 1971) -- Father Schoenig's Chocolate
- Parantica sita (Kollar, 1844) -- Chestnut Tiger
- Parantica sulewattan (Fruhstorfer, 1896) -- Bonthain Tiger
- Parantica swinhoei (Moore, 1883) -- Swinhoe's Chocolate Tiger
- Parantica taprobana (C. & R. Felder, 1865) -- Ceylon Tiger
- Parantica tityoides (Hagen, 1890) -- Sumatran Chocolate Tiger
- Parantica timorica (Grose-Smith, 1887) -- Timor Yellow Tiger
- Parantica toxopei (Nieuwenhuis, 1969) --
- Parantica vitrina (C. & R. Felder, 1861) -- Filipino Glassy Tiger
- Parantica wegneri (Nieuwenhuis, 1960) -- Flores Tiger
- Parantica weiskei (Rothschild, 1901) -- Weiske's Tiger